# Lyriq Bent
Lyriq Bent (Kingston, 15 luglio 1979) è un attore canadese.

## Filmografia

### Cinema
- Crime Shades (The Caveman's Valentine), regia di Kasi Lemmons (2001)
- Crime Spree - In fuga da Chicago (Crime Spree), regia di Brad Mirman (2003)
- Honey, regia di Bille Woodruff (2003)
- Four Brothers - Quattro fratelli (Four Brothers), regia di John Singleton (2005)
- Saw II - La soluzione dell'enigma (Saw II), regia di Darren Lynn Bousman (2005)
- Ti va di ballare? (Take the Lead), regia di Liz Friedlander (2006)
- Saw III - L'enigma senza fine (Saw III), regia di Darren Lynn Bousman (2006)
- Skinwalkers - La notte della luna rossa (Skinwalkers), regia di James Isaac (2007)
- Saw IV, regia di Darren Lynn Bousman (2007)
- Defendor, regia di Peter Stebbings (2009)
- Mother's Day, regia di Darren Lynn Bousman (2010)
- Home Again, regia di Sudz Sutherland (2012)
- Pay the Ghost - Il male cammina tra noi (Pay the Ghost), regia di Uli Edel (2015)
- Acrimony, regia di Tyler Perry (2018)
- Dacci un taglio (Nappily Ever After), regia di Haifaa al-Mansour (2018)

### Televisione
- Relic Hunter – serie TV, episodio 2x04 (2000)
- La fuggitiva (Jane Doe), regia di Kevin Elders – film TV (2001)
- Blue Murder – serie TV, episodi 1x11 e 3x03 (2001, 2003)
- Street Time – serie TV, 3 episodi (2002)
- Playmakers – serie TV, 4 episodi (2003)
- Mutant X – serie TV, episodi 2x13 e 3x13 (2004)
- Missing – serie TV, episodio 2x10 (2004)
- Kevin Hill – serie TV, episodi 1x08 e 1x21 (2005)
- Kojak – serie TV, episodio 1x01 (2005)
- Angela's Eyes – serie TV, 13 episodi (2006)
- The Dresden Files – serie TV, episodio 1x5 (2007)
- CSI: Miami – serie TV, episodio 6x21 (2008)
- Haven – serie TV, episodio 1x03 (2010)
- Rookie Blue – serie TV, 45 episodi (2010-2014)
- La gemella perfetta (The Good Sister), regia di Philippe Gagnon – film TV (2014)
- Aaliyah: The Princess of R&B, regia di Bradley Walsh – film TV (2014)
- L'esercito delle 12 scimmie (12 Monkeys) – serie TV, episodio 1x03 (2015)
- Mary Kills People – serie TV, 6 episodi (2017)
- She's Gotta Have It – serie TV, 19 episodi (2017-2019)
- L'uomo nell'alto castello (The Man in the High Castle) – serie TV, episodi 3x03-3x04 (2018)
- The Affair - Una relazione pericolosa (The Affair) – serie TV, 3 episodi (2019)
- Carter – serie TV, 8 episodi (2019)
- The Rookie: Feds – serie TV, episodio 1x11 (2023)
- Law & Order - I due volti della giustizia (Law & Order) – serie TV, episodio 22x13 (2023)

## Doppiatori italiani
Nelle versioni in italiano dei film e delle serie televisive in cui ha recitato, Lyric Bent è stato doppiato da:
- Angelo Nicotra in Saw II - La soluzione dell'enigma, Saw III - L'enigma senza fine, Saw IV e Saw V
- Alessandro D'Errico in She's Gotta Have It, Angela's Eyes, Dacci un taglio, La gemella perfetta
- Luca Ghignone in Rookie Blue, Mary Kills People
- Franco Mannella in Four Brothers - Quattro fratelli
- Simone Mori in Ti va di ballare?
- Luigi Ferraro in CSI: Miami
- Roberto Draghetti in Pay the Ghost - Il male cammina tra noi
- Claudio Moneta in Love Jacked
- Gabriele Sabatini in The Affair - Una relazione pericolosa
- Francesco Bulckaen in Carter